# Pattie Boyd
Patricia Anne Boyd, detta Pattie (Taunton, 17 marzo 1944), è un'ex modella e fotografa britannica.

## Biografia

### Primi anni
Pattie Boyd è nata a Taunton, Somerset, da Colin Ian Boyd Langdon e Diana Frances Drysdale. È la maggiore di quattro figli, prima di Colin (1946), Helen Mary (poi conosciuta come Jenny, 1947, in seguito sposata con Mick Fleetwood), e Paula (1951). La famiglia Boyd visse a Nairobi, Kenya, dal 1948 al 1953, dopo che suo padre aveva dato le dimissioni dalla Royal Air Force in seguito a un grave incidente come pilota durante la Seconda Guerra Mondiale. Diana e Colin divorziarono nel 1952, e la donna tornò in Inghilterra con i suoi quattro figli dopo il matrimonio con Robert Gaymer-Jones avvenuto nel febbraio 1953 in Tanganica (oggi Tanzania). Stabilitisi a Wimbledon, ebbero due figli: David JB (1954) e Robert Jr. (1955). Pattie frequentò la scuola fino al 1961, poi raccomandata dalla madre si trasferì a Londra nel 1962, andando a vivere con delle coinquiline, per lavorare nel salone di bellezza di Elizabeth Arden, in Bond Street, come sciampista ed apprendista estetista. Un giorno subì un rimprovero dalla stessa Arden, per non essere truccata agli occhi secondo il suo stile. Una cliente che lavorava per una rivista di moda le chiese se avesse pensato a diventare una modella, e le fissò un appuntamento con un fotografo, Anthony Norris, il quale le scattò il primo book fotografico. Norris credette in lei e la portò all'agenzia di moda di Cherry Marshall, raccomandandola presso la titolare stessa, la quale le fece un contratto, ma stabilì che doveva mettersi a dieta e la iscrisse alla propria scuola di modelle, che durava tre mesi.

### Carriera
Patricia iniziò la carriera di modella nel 1962, ma fu rifiutata da molti fotografi a causa del suo look "non idoneo" e dei suoi denti, che le dicevano: "Le modelle non assomigliano ai criceti". Tempo dopo, però, un'agenzia la ingaggiò e Patricia fece la modella soprattutto a Londra, New York e Parigi (per Mary Quant, l'agenzia che la lanciò nel mondo della moda) e fu fotografata da famosi fotografi come David Bailey e Terence Donovan. Nel 1969 comparve sulle copertine delle riviste del Regno Unito e delle edizioni italiane di Vogue. Una volta che divenne la fidanzata di George Harrison, le fu chiesto da Gloria Stavers di scrivere una rubrica per "16 Magazine" intitolata Lettera di Pattie da Londra. 
Twiggy, la famosa modella inglese degli anni sessanta, ha affermato che quando iniziò la carriera di modella, nel 1966, si ispirò proprio al look della Boyd. 
Il 14 febbraio 2005 alla San Francisco Art Exchange fu inaugurata la mostra fotografica intitolata Through the Eyes of a Muse (Attraverso gli occhi di una musa) delle foto da lei scattate durante i giorni di fidanzamento con George Harrison ed Eric Clapton. Le foto furono esposte nuovamente a San Francisco nel 2006 e poi per sei settimane a Londra nel giugno e luglio dello stesso anno. Fu anche musa dello stilista Ossie Clark.

### Vita privata

#### Matrimonio con George Harrison
Patricia, che nel 1964 aveva solo 19 anni, conobbe George durante le riprese del film A Hard Day's Night, per il quale era stata presa per interpretare una studentessa fan dei Beatles. All'epoca lei era fidanzata con Eric Swayne, che frequentò per circa un anno, e dovette rifiutare un primo appuntamento col Beatle, ma in compenso disse che era l'uomo più bello che avesse mai visto in vita sua. Una delle prime cose che George disse a Patricia fu «Mi sposeresti?», frase che i Beatles all'epoca dicevano a ogni bella ragazza. Pattie rise e allora George disse «Be', se non vuoi sposarmi, verresti con me a cena?». Un paio di giorni dopo, quando lei fu richiamata per prendere di nuovo parte al film, George le chiese nuovamente di uscire e stavolta lei accettò, avendo interrotto la relazione con Swayne. Il loro primo appuntamento fu al Garrick Club di Covent Garden, in compagnia del manager dei Beatles, Brian Epstein. Da quel giorno divennero una coppia e nel 1966 si sposarono.
Il loro rapporto, che all'inizio sembrava perfetto, da coppia invidiata per la bellezza e l'apparente felicità, si fece invece sempre più complicato. Durante il viaggio in India dei Beatles con le loro compagne (che all'epoca erano Cynthia Lennon, Jane Asher, Maureen Cox e appunto Patricia Boyd) con Mike Love dei Beach Boys e Mia Farrow, Harrison scoprì la religione indiana, l'arte della meditazione ed ebbe una forte relazione con il Maharishi. Per George divenne una vera e propria ossessione, ne era completamente infatuato, Pattie molto di meno. Questo amore per la religione indiana rese George spesso intrattabile. Non fu solo questo a minare definitivamente la loro relazione: durante la Beatlemania, quando i Beatles erano un grandissimo fenomeno, George (come d'altronde anche gli altri componenti del gruppo) non fece a meno delle droghe e dell'abuso di alcool ed ebbe relazioni con svariate ragazze, tra cui Maureen Cox, moglie del compagno Ringo Starr. Quando Patricia lo venne a sapere ne fu veramente ferita, non tanto da lui quanto dall'amica: iniziarono così anche i tradimenti da parte sua, che inclusero anche il cantante dei Rolling Stones Mick Jagger e il Beatle John Lennon, che da sempre avevano mostrato un certo interesse per quella bella ragazza magra, bionda e sempre sorridente.

#### Matrimonio con Eric Clapton
La loro relazione era praticamente alla fine, quando all'improvviso entrò nella loro storia Eric Clapton. I Beatles in generale erano grandi amici di Clapton, ma in particolare lo era George. I due si conobbero ad una festa nel '68. Eric iniziò a frequentare spesso la casa di George e Patricia, e lui perse la testa per la moglie dell'amico; si trattava di una vera e propria ossessione, tanto che Clapton arrivò a fingere un flirt con la sorella di Pattie, Paula, per conquistarla e cercare di avvicinarsi sempre più a lei.
Alla fine scrisse una canzone d'amore dedicata a lei, la celeberrima Layla. Patricia all'inizio non cedette anche se era stata rapita da questa dedica d'amore. La brutta situazione di George però si ripeté anche dopo la fine dei Beatles e Pattie una volta per tutte stanca e smarrita decise di lasciarlo e andare da Eric nel 1974. Dopo il loro matrimonio Eric le scrisse una nuova canzone, anche questa molto famosa, Wonderful Tonight.
La vita con Clapton però era diversa da quella che si aspettava. La dipendenza del musicista dall'alcool era per Pattie motivo di delusione. Il fatto di non essere riuscita ad avere un figlio da lui era motivo di ulteriore frustrazione. Eric si divertiva con altre donne ed era spesso ubriaco. Veniva spesso picchiata da suo marito e costretta ad avere rapporti sessuali contro la sua volontà (come lo stesso Eric ammetterà in un'intervista al Times anni dopo). Pattie quindi decise nel 1989 di sancire ufficialmente con un divorzio la separazione dal cantante e chitarrista.

#### Matrimonio con Rod Weston
Nel 1991 Pattie Boyd ha conosciuto l'agente immobiliare Rod Weston, col quale si è sposata il 29 aprile 2015 in una cerimonia tenutasi a Chelsea, borgo di Londra.

### Autobiografia
Il 23 agosto 2007, Headline Review ha pubblicato l'autobiografia di Boyd, intitolata Wonderful Today e scritta insieme alla giornalista e scrittrice Penny Junor. Rinominato Wonderful Tonight: George Harrison, Eric Clapton, and Me per il mercato statunitense, il libro contiene molte delle fotografie di Boyd, che per promuoverlo ha rilasciato diverse interviste. Si vociferava che Boyd non vedesse l'ora che l'idea del suo libro fosse in competizione con l'autobiografia di Clapton, che era stata pubblicata contemporaneamente. Clapton non era d'accordo con alcuni dettagli nel suo racconto, ma ha dichiarato che «Ognuno di noi ha le proprie diverse versioni dei nostri anni passati insieme».
Recensendo il libro per il The Daily Telegraph, Lynn Barber lo ha descritto come «assolutamente avvincente» e un libro di memorie che «dà più informazioni sulle stranezze della vita da rockstar di qualsiasi altra cosa io abbia mai letto». Negli Stati Uniti, pubblicato da Harmony Books, il libro ha debuttato al primo posto nella lista dei best seller del The New York Times.